# Honda That's

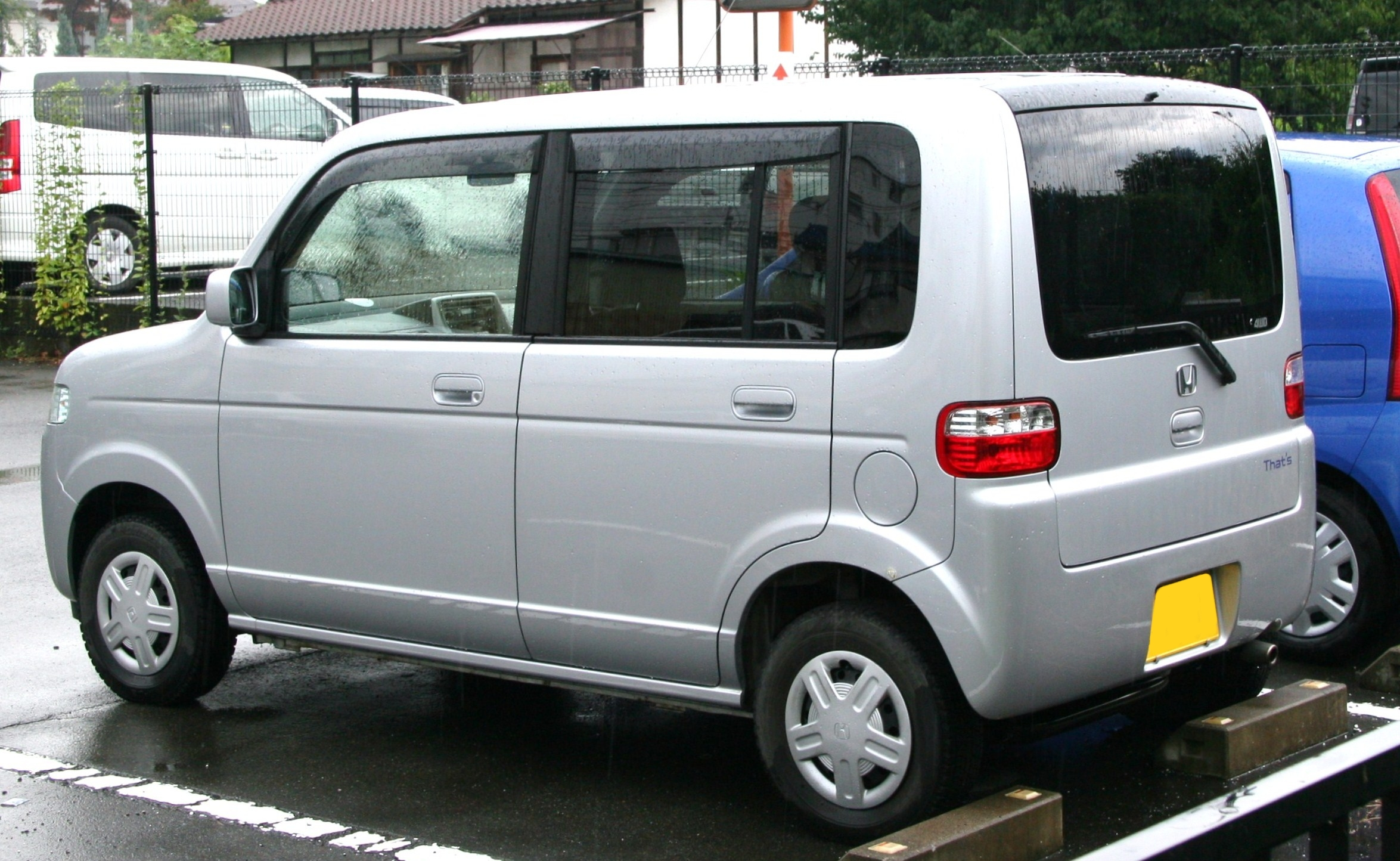
Вид сзади

Honda That's (яп. ホンダ・ザッツ, хепбёрн Honda Zattsu) — кей-кар, выпускавшийся с 2002 по 2007 год компанией Honda для японского рынка. Базировался на платформе третьего поколения Honda Life с пятидверным кузовом хетчбэк и значительной высотой.
Название «That's» было выбрано в надежде, что модель сможет стать привычным автомобилем, который заставит людей сказать: «Вот и всё!» (англ. «that's it!»).

## Описание
Впервые Honda That's был представлен в октябре 2001 года на Токийском автосалоне под названием Honda WIC (англ. «What Is a Car»). Продажи автомобиля начались 8 февраля 2002 года в Японии с ежемесячным планом продаж 6000 единиц.
Автомобили Honda That's продавались эксклюзивно в дилерских центрах Honda Primo. Они оснащались рядным трёхцилиндровым двигателем Life E07Z объёмом 656 см3. Мощность атмосферного двигателя составляет 38 кВт (52 л. с.), а турбированного — 47 кВт (64 л. с.). Турбированный двигатель был снят с производства в 2006 году в связи с появлением Honda Zest с турбонаддувом. Коробка передач — трёхступенчатая автоматическая. Привод — передний или полный.
В 2006 году был проведён незначительный фейслифтинг. Продажи обновлённой модели начались 22 марта.
В сентябре 2007 года автомобили Honda That's были сняты с производства.